# Blues Nights
Blues Nights (dt. 'Blues-Nächte', lit. 'Bliuzo naktys') ist ein internationales Blues-Festival in Varniai (Rajongemeinde Telšiai), am Lūkstas-See in Litauen. Es findet seit 1993 statt. Die Zuschauer wohnen während des Festivals in der Zeltstadt.
In der Seemitte gibt es traditionelles Feuerwerk mit der Festivalhymne,  „Blues-Suppe“ aus Fischen (2005 kochte man über 1200 Liter), Sportspiele (Fußball, Volleyball und Basketball).

## Teilnehmer
- 5.–6. Juli 2013: Dana Fuchs,  “Hard Times”, “Mirramaze”,  “Hilda Blues Band”,  “Alvon Johnson Blues Band” (USA), Pete Brown mit Krissy Matthews[2]
- 2014: Steven Frederic Seagal (* 1952),  „Nikki Buzz & Dr. Blues Soul Revision“ (USA/PL), Angela Brown (USA), Arina & „Veto Bank“ (LT), „Road Band“ (LT), „Baltasis Kiras“ (LT), „Blues Makers“ ft. Mild Blue (LT), Giedrė Kilčiauskienė & „Blues Band“ (LT), „Kontrabanda“ (LT), „Garbanotas Bosistas“ (LT), „Latvian Blues Band“ (LV), „The Cathouse Radio“ (EE), „Neteisėtai Padaryti“ (LT), „Mood Seller “(LT), Jutas & „Bukartas Acoustic Duo“ (LT), „Pilnatys“ (LT)[3]